# 찰스 프레데릭 워스
찰스 프레데릭 워스(Charles Frederick Worth, 1825년 10월 13일 ~ 1895년 3월 10일)는 잉글랜드의 패션 디자이너이다. 19세기와 20세기 초의 패션 하우스들 중 하나였던 하우스 오브 워스를 설립한 인물이다. 수많은 패션 역사가들에게 오트쿠튀르의 아버지로 인식된다. 워스는 패션 비즈니스에도 혁신을 주었다.